# Støvring Herred

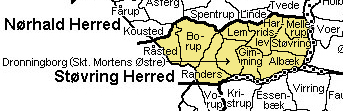
Støvring Herred.

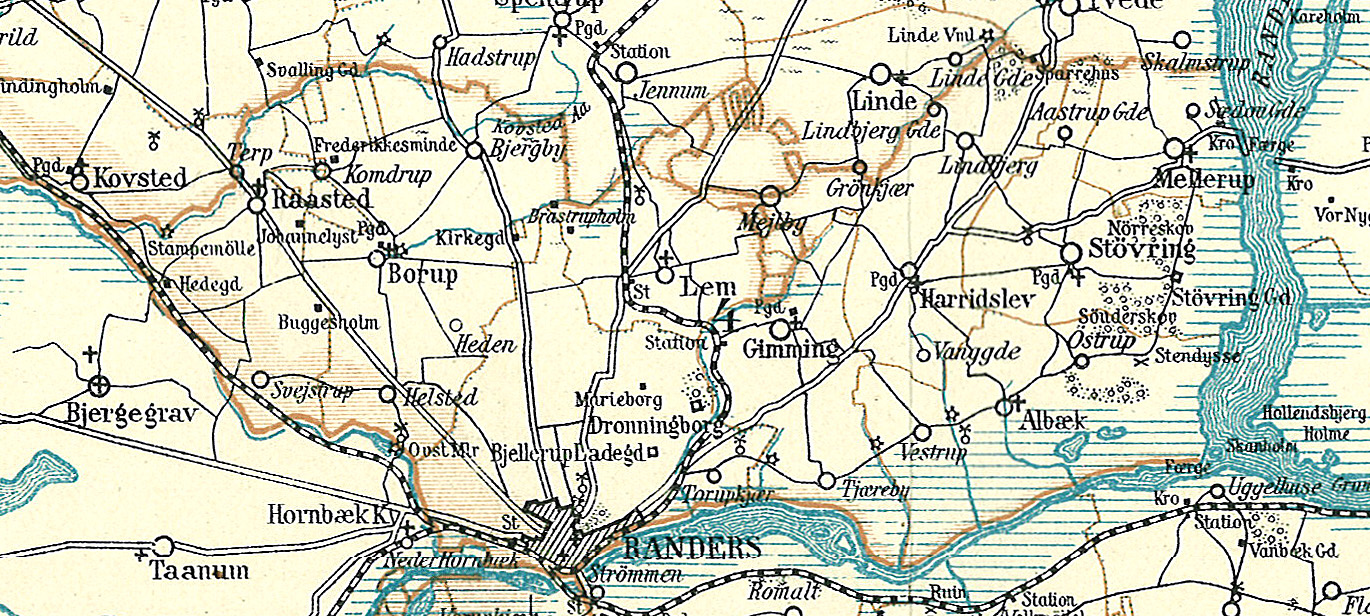
Støvring Herred rond 1900

Støvring Herred was een herred in het voormalige Randers Amt. De herred wordt in Kong Valdemars Jordebog vermeld als Styfringhæreth. In 1970, bij de bestuurlijke reorgano=isatie in Denemarken, werd het gebied deel van de nieuwe provincie Aarhus.

## Parochies
Naast de stad Randers omvatte Støvring oorspronkelijk 10 parochies. 
- Albæk
- Borup
- Dronningborg
- Gimming
- Harridslev
- Lem
- Mellerup
- Råsted
- Sankt Andreas
- Sankt Clemens
- Sankt Mortens
- Sankt Peders
- Støvring